# Kościół Najświętszej Maryi Panny Królowej Polski w Dąbrowie
Kościół Najświętszej Maryi Panny Królowej Polski w Dąbrowie – rzymskokatolicki kościół parafialny należący do parafii pod tym samym wezwaniem (dekanat mogileński archidiecezji gnieżnieńskiej).
Jest to budowla wzniesiona przez niemieckich protestantów w 1912 roku i do 1945 roku pełniła funkcję zbotu ewangelickiego. Po zakończeniu II wojny światowej została przekazana do użytkowania przez parafię rzymskokatolicką św. Wawrzyńca w Parlinie. Świątynia została zbudowana z cegły i reprezentuje styl neobarokowy. Z przodu jest umieszczona niska kwadratowa wieża z zegarem, nakryta baniastym dachem hełmowym zwieńczonym kulą z krzyżem. Wnętrze kościoła jest jednonawowe i może pomieścić około 1000 wiernych. Do wyposażenia budowli należy m.in. obraz Chrystusa Siewcy z początku ubiegłego stulecia. Kościół został poświęcony w dniu 12 stycznia 1946 roku.
W 1967 roku przy świątyni został erygowany ośrodek duszpasterski, który w 1969 roku został przekształcony w parafię.